# Weinhefe

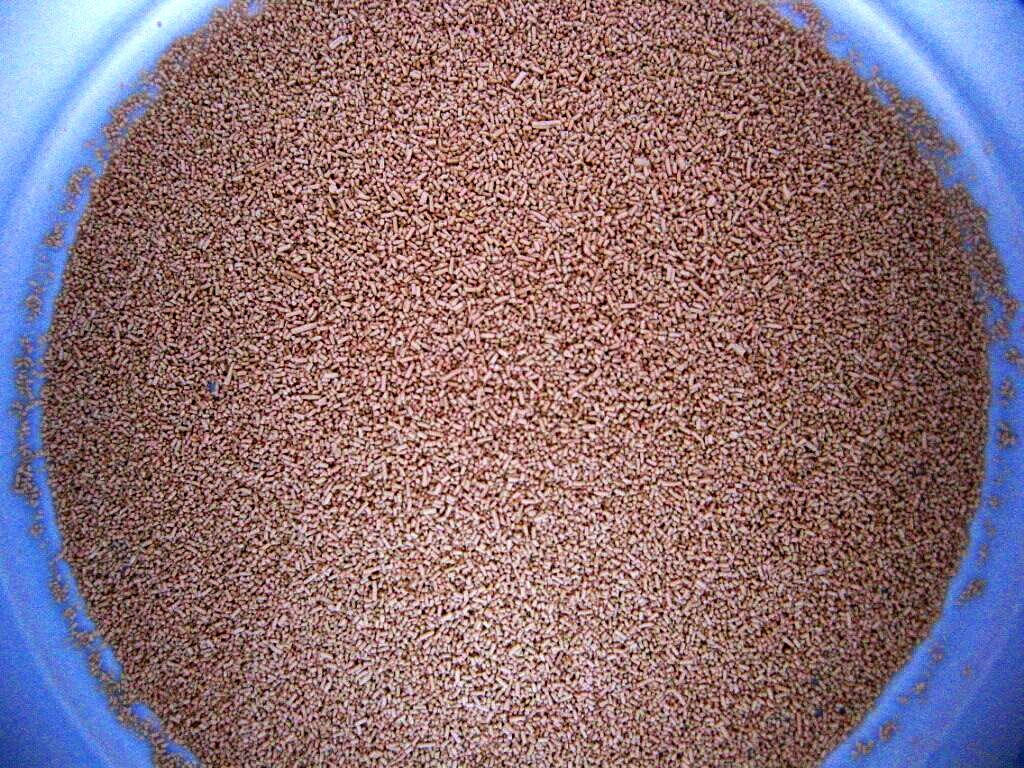
Trockenes Weinhefegranulat

Weinhefe wird zur Herstellung alkoholischer Getränke (z. B. Apfelmost, Ingwerwein, Met oder Obstwein) verwendet. Die zahlreichen im Handel als Reinzuchthefe angebotenen Stämme unterscheiden sich hinsichtlich der von ihnen geförderten Aromen, dem Nährstoffbedarf, der Alkoholtoleranz, dem empfohlenen Temperaturbereich, der Neigung zum Schäumen, dem Gärverlauf, dem Einfluss auf den biologischen Säureabbau und die Erhaltung der Farbe (Rotwein) usw.

## Natürliches Vorkommen und Vermehrung
Hefen treten in der Natur überall dort auf, wo auch Zuckerlösungen vorkommen. Typischen Hefestämme sind Saccharomyces cerevisiae (Backhefe), Saccharomyces bayanus, Saccharomyces ellipsoides und Saccharomyces uvarum. Wichtigste Hefe bei der Weinherstellung ist Torulaspora delbrueckii. Zur Zeit der Weinlese leben die Hefen auf der Oberfläche der reifen Beeren, insbesondere in den mikrofeinen Rissen, an denen der süße Rebsaft durchsickert. Die Hefen vermehren sich durch Zellsprossung bis zu 35 mal, wobei an ihrer Oberfläche Sprossnarben zurückbleiben, die die Zellmembran bis zum Absterben der Zelle schädigen. Sie benötigen Zucker als Energiequelle sowie Stickstoff, Phosphor, Schwefel, Kohlenstoff, Sauerstoff, Mineralien und Spurenelemente, von denen die meisten im Traubenmost vorhanden sind.

## Weinhefe im Prozess der Weinerzeugung
Sobald der aus den Beeren gepresste Saft zu Wein vergoren ist und somit keinen vergärbaren Zucker mehr enthält, nimmt die Aktivität der Weinhefen ab. Ab einem bestimmten Alkoholgehalt (siehe Reinzuchthefe) setzt der komplexe Prozess der Autolyse ein. Dabei sterben die Hefen ab und sinken zu Boden. Bei diesem Prozess werden durch die Aktivität von Enzymen Bestandteile des Zytoplasmas und der Zellwand an den Wein abgegeben, der dadurch an Fülle und aromatischer Komplexität gewinnt (siehe auch Organoleptik).

## Trivia

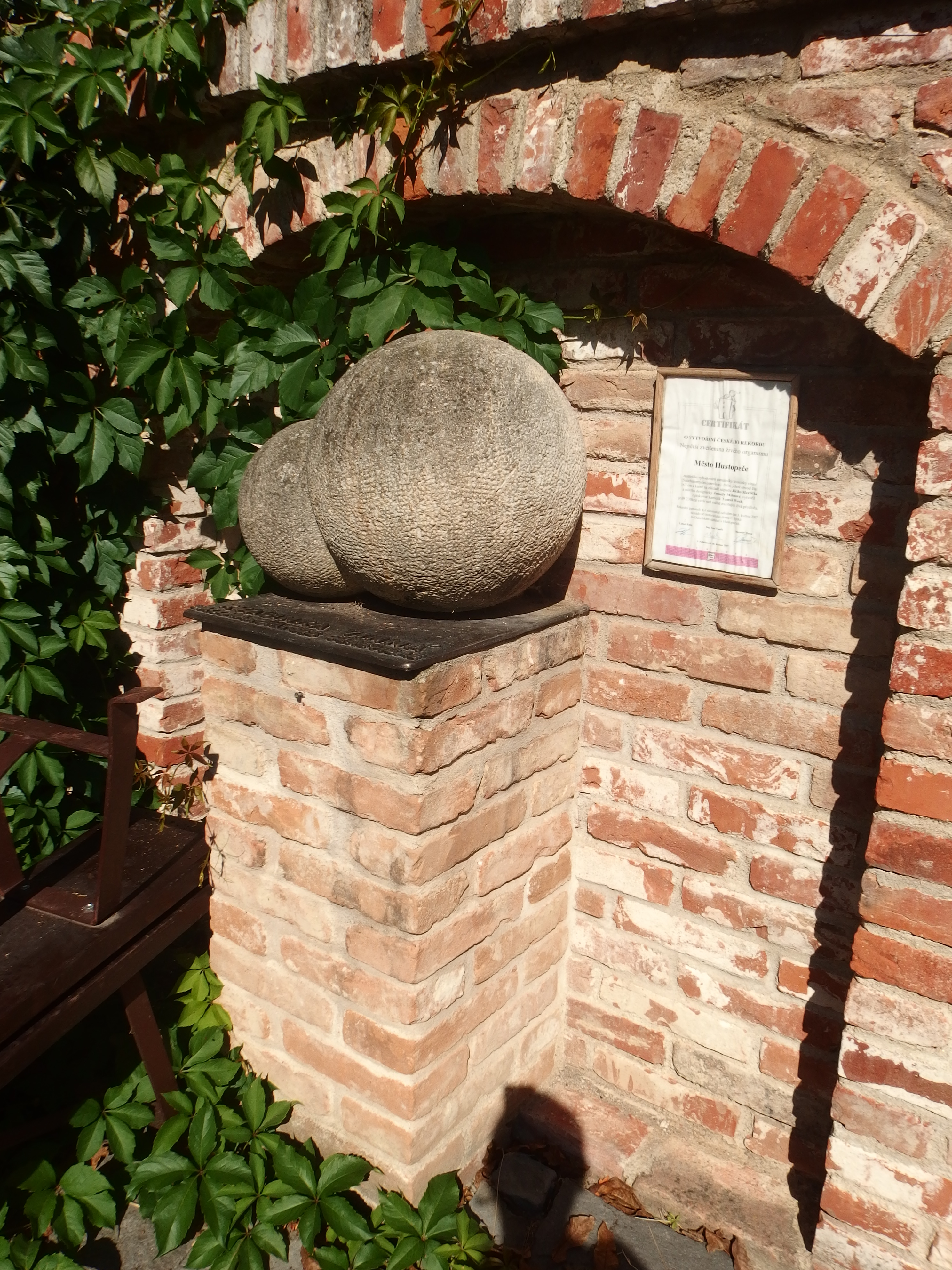
Denkmal für die Weinhefe in Hustopeče

Im tschechischen Weinort Hustopeče wurde 2007 ein Denkmal für die Weinhefe Saccharomyces cerevisiae errichtet. Es stellt eine sprossende Hefezelle in 70.000-facher Vergrößerung dar.